# Asakalaphium
Asakalaphium is een geslacht van kevers uit de familie van de loopkevers (Carabidae). De wetenschappelijke naam van het geslacht is voor het eerst geldig gepubliceerd in 1938 door Liebke.

## Soorten
Het geslacht Asakalaphium is monotypisch en omvat slechts de volgende soort:
- Asakalaphium depressum (Bates, 1871)